# سيبيوني ريفا-روكي

كان طبيب أطفال الباطني الإيطالية والذي كان من مواليد Almese. وحصل على شهادة الطب عام 1888 من جامعة تورينو، ومن 1900 حتى عام 1928 كان مدير المستشفى في فاريزي.
وقد ظهرت عليه سهولة استخدام نسخة من مقياس ضغط الدم. يتألف مقياس ضغط الدم صاحب الأصلي للقطع كل يوم مثل محبرة، بعض أنابيب النحاس أنابيب دراجة، الداخلية وكمية من الزئبق. بالاحرف الأولى له الموارد العادية تستخدم للإشارة إلى قياس ضغط الدم مع أسلوبه. تحسين الأعصاب هارفي كوشينغ جهازه، ولعب دورا رئيسيا في تحقيق مقياس ضغط الدم، ريفا Rocci في الزئبق على أنظار الأطباء في جميع أنحاء العالم.
ريفا، Rocci قدمت أيضا مساهمات تشمل الطب الرئوي وأمراض الجهاز التنفسي، وخاصة في بحثه من مرض السل الرئوي. كما الطبيب الشاب ساعد كارلو فورلانيني مع أسلوب iatrogenic استرواح الصدر لعلاج مرض السل الرئوي.